# ОШ „Петар Петровић Његош” Источно Сарајево
ОШ „Петар Петровић Његош” једна је од основних школа у Источном Сарајеву, припада категорији расељених школа Босне и Херцеговине. Налази се у улици Бановић Страхиње 8. Име је добила по Петру Петровићу Његошу, српском православном владици црногорског и брдског и поглавару Старе Црне Горе и Брда, једном је од највећих српских песника и филозофа.

## Историјат
Основна школа „Петар Петровић Његош” је основана 8. јуна 1966. године и од тада није прекидала рад ни за време четверогодишњег рата. По потписивању Дејтонског споразума школа је дислоцирана са западног на источни део општине Источна Илиџа. На новом локалитету школа је привремено смештена на подручју општине Источно Ново Сарајево, у приземљу бивше касарне Славиша Вајнер–Чича, где се налазила до 11. септембра 2009. године. Услови рада су били отежани, простор у коме је тада школа била смештена није задовољавала педагошке стандарде. На основу одлуке Владе Републике Српске од 8. августа 1996. године школа је наставила да ради као правни наследник три илиџанске школе „Глиша Јанковић”, „Бранко Радичевић” и „Петар Петровић Његош”. Сви тадашњи ученици и наставници су припадали категорији расељених лица.
Влада Републике Српске је на седници одржаној 19. новембра 2007. године издвојила средства из Развојног програма за изградњу нове школске зграде. Општина Источна Илиџа се укључила у решавање проблема доделом земљишта, израдом пројектне документације, издавањем грађевинске дозволе и прикључивање школе на гас, струју и воду. У новоизграђену школску зграду су се уселили 11. септембра 2009. године. Године 2018. је почела изградња фискултурне сале. Школске 2020—21. години у школи је уписано 752 ученика распоређених у 31 одељење. Настава из свих предмета је стручно заступљена и одвија се у две смене. У школи је запослено 74 радника, од тога 56 у наставном процесу и 18 ваннаставних радника.

## Продужени боравак
Продужени боравак је почео са радом 4. септембра 2010. године за ученике прве тријаде. На основу јавног позива Министарства просвете и културе Републике Српске и спроведене анкете међу родитељима, основна школа „Петар Петровић Његош” је поднела захтев за наставак рада продуженог боравка за ученике прве тријаде школске 2018—19.године. Министарство просвете и културе Републике Српске је дало сагласност за формирање четири групе и ангажовање пет водитеља у школи, наводећи да поседују адекватан и опремљен простор за ову врсту васпитно–образовног рада.
У продуженом боравку су дефинисана два облика планирања: тематско и план слободних активности. Тематско планирање је распоређено у пет подручја језичко–комуникацијско, математичко–логичко, социјализација, културно–уметничко и игра, спорт, рекреација. Школа поседује наменску учионицу за потребе продуженог боравка, уз коришћење кухиње и трпезарије. Учионица је опремљена основним потребним дидактичким и аудио–визуелним средствима која одговарају потребама ученика. Такође, учионица има рачунар и приступ Интернету. Године 2020—21. године, због епидемиолошке ситуације изазване коронавирусом, за продужени боравак се користе и додатне три учионице јер у групама не може бити више од двадесет ученика. У продуженом боравку је евидентирано 141 ученик прве тријаде, организованих у три хетерогене и две хомогене групе, ангажовано је шест водитеља у три смене.

## Догађаји
Догађаји основне школе „Петар Петровић Његош”:
- Светосавска академија[4]
- Дечија недеља[5]
- Дан ученичких постигнућа[6]
- Европски омладински фестивал младих[7]
- Светски дан читања наглас[8]
- Светски дан чистих руку[9]
- Светски дан детета[10]
- Међународни дан нестале деце[11]
- Међународни фестивал поезије за децу и младе[12]
- Међународни фестивал професионалних луткарских позоришта за децу „Лут фест”[13]
- Међународни дан жена[14]
- Ђурђевданска улична трка[15]
- Манифестација „У сусрет Ђурђевдану”[16]
- Меморијални турнир у малом фудбалу „Дани одбране Илиџе”[17]
- Приредба посвећена Вуку Стефановићу Караџићу[18]
- Пројекат „Мостови пријатељства”[19]
- Пројекат „Читалићи”[20]